# Persone di cognome Gallo
| Questa pagina contiene informazioni ricavate automaticamente dalle voci biografiche con l'ausilio del template Bio e di un bot. L'aggiornamento è periodico e automatico e ricostruisce completamente la pagina. Se manca una persona in questa lista, sei pregato di non aggiungerla, ma accertati piuttosto che la sua voce biografica contenga il template Bio e che i dati anagrafici siano correttamente compilati. Se il template Bio manca, inseriscilo tu stesso o, in alternativa, metti l'avviso {{tmp\|Bio}} che ne segnala la mancanza. Se i dati riportati sono sbagliati, correggi direttamente la voce biografica; le modifiche saranno visibili in questa lista entro pochi giorni. Per chiarimenti vedi il progetto antroponimi. La lista contiene solo le 95 persone che sono citate nell'enciclopedia e per le quali è stato implementato correttamente il template Bio. Pagina aggiornata al 8 apr 2025. |

Questa è una lista di persone presenti nell'enciclopedia che hanno il cognome Gallo, suddivise per attività principale.

## Agronomi(1)
- Agostino Gallo, agronomo italiano (Cadignano, n. 1499 - Brescia, † 1570)

## Allenatori di calcio(2)
- Alpin Gallo, allenatore di calcio e ex calciatore albanese (Tirana, n. 1974)
- Fabio Gallo, allenatore di calcio e ex calciatore italiano (Bollate, n. 1970)

## Architetti(2)
- Francesco Gallo, architetto italiano (Mondovì, n. 1672 - Mondovì, † 1750)
- Giuseppe Gallo, architetto e ingegnere italiano (Caramagna Piemonte, n. 1860 - Torino, † 1927)

## Artisti(1)
- Giuseppe Gallo, artista, pittore e scultore italiano (Rogliano, n. 1954)

## Attori(5)
- Alessio Gallo, attore italiano (Napoli, n. 1990)
- Gianfranco Gallo, attore, cantante e drammaturgo italiano (Napoli, n. 1961)
- Lew Gallo, attore, produttore televisivo e produttore cinematografico statunitense (Mount Kisco, n. 1928 - Los Angeles, † 2000)
- Massimiliano Gallo, attore e regista teatrale italiano (Napoli, n. 1968)
- Vincent Gallo, attore, regista e sceneggiatore statunitense (Buffalo, n. 1961)

## Attrici(4)
- Carla Gallo, attrice e modella statunitense (Brooklyn, n. 1975)
- Maresa Gallo, attrice italiana (Roma, n. 1935)
- María Rosa Gallo, attrice argentina (Buenos Aires - Buenos Aires, † 2004)
- Michaela Gallo, attrice statunitense (Contea di Orange, n. 1990)

## Baritoni(1)
- Lucio Gallo, baritono italiano (Taranto, n. 1959)

## Bibliotecari(1)
- Alfonso Gallo, bibliotecario italiano (Aversa, n. 1890 - Roma, † 1952)

## Biografi(1)
- Agostino Gallo, biografo, storico e critico d'arte italiano (Palermo, n. 1790 - Palermo, † 1872)

## Calciatori(10)
- Carlos Roberto Gallo, ex calciatore brasiliano (Vinhedo, n. 1956)
- Alberto Gallo, calciatore argentino (n. 1920)
- Antonino Gallo, calciatore italiano (Palermo, n. 2000)
- Attilio Gallo, calciatore italiano (Lestizza, n. 1917 - Udine, † 1959)
- Gaetano Gallo, calciatore italiano (Torino, n. 1903 - † 1962)
- Giuseppe Gallo, calciatore italiano (Castellammare di Stabia, n. 1940 - Rivoli, † 1990)
- Lorenzo Gallo, calciatore italiano (Modena, n. 1905 - Roma, † 1976)
- Mario Gallo, calciatore italiano (Padova, n. 1909)
- Pierre Gallo, ex calciatore svedese (Stoccolma, n. 1975)
- Rodrigo Gallo, calciatore argentino (La Plata, n. 2000)

## Cantanti(2)
- Flora Gallo, cantante e paroliera italiana (Crotone, n. 1939)
- Nunzio Gallo, cantante e attore italiano (Napoli, n. 1928 - Telese Terme, † 2008)

## Cantautori(1)
- Renzo Gallo, cantautore, cabarettista e produttore discografico italiano (Settimo Torinese, n. 1928 - Torino, † 2012)

## Cardinali(2)
- Antonio Maria Gallo, cardinale e vescovo cattolico italiano (Osimo, n. 1553 - Roma, † 1620)
- Muzio Gallo, cardinale e vescovo cattolico italiano (Osimo, n. 1721 - Viterbo, † 1801)

## Cestisti(1)
- Filippo Gallo, cestista italiano (Trieste, n. 2004)

## Compositori(1)
- Giovanni Pietro Gallo, compositore italiano (Bari)

## Critici letterari(1)
- Niccolò Gallo, critico letterario e curatore editoriale italiano (Roma, n. 1912 - Orbetello, † 1971)

## Dirigenti d'azienda(1)
- Paolo Gallo, dirigente d'azienda italiano (Torino, n. 1961)

## Doppiatrici(1)
- Camilla Gallo, doppiatrice italiana (Susa, n. 1979)

## Economisti(1)
- Riccardo Gallo, economista italiano (Roma, n. 1943)

## Filosofi(1)
- Tommaso Gallo, filosofo francese († 1246)

## Generali(1)
- Erennio Gallo, generale romano († 70)

## Giocatori di baseball(1)
- Joey Gallo, giocatore di baseball statunitense (Henderson, n. 1993)

## Giornalisti(3)
- Armando Gallo, giornalista e fotografo italiano (Oriago, n. 1944)
- Mario Gallo, giornalista, critico cinematografico e sceneggiatore italiano (Rovito, n. 1924 - Roma, † 2006)
- Max Gallo, giornalista, storico e scrittore francese (Nizza, n. 1932 - Vaison-la-Romaine, † 2017)

## Giuristi(3)
- Franco Gallo, giurista italiano (Roma, n. 1937)
- Ignazio Marcello Gallo, giurista e politico italiano (Roma, n. 1924 - Torino, † 2023)
- Paolo Gallo, giurista italiano (Torino, n. 1962)

## Grecisti(1)
- Italo Gallo, grecista e papirologo italiano (Padula, n. 1921 - Salerno, † 2016)

## Imprenditori(2)
- Ellenio Gallo, imprenditore e dirigente sportivo italiano (Padula, n. 1923 - Napoli, † 2011)
- Emilio Gallo, imprenditore italiano (n. 1870 - † 1945)

## Ingegneri(2)
- Bartolomeo Gallo, ingegnere italiano (Torino, n. 1897 - Torino, † 1970)
- Carmelo Pellegrino Gallo, ingegnere italiano

## Ispanisti(1)
- Ugo Gallo, ispanista, traduttore e poeta italiano (Genova, n. 1905 - Lisbona, † 1957)

## Mafiosi(3)
- Albert Gallo, mafioso statunitense (New York, n. 1930)
- Joe Gallo, mafioso statunitense (New York, n. 1929 - New York, † 1972)
- Joseph N. Gallo, mafioso statunitense (Hartford, n. 1912 - New York, † 1995)

## Medici(1)
- Robert Gallo, medico e biologo statunitense (Waterbury, n. 1937)

## Militari(4)
- Francesco Gallo, militare italiano (Catania, n. 1905 - Dobrota, † 1944)
- Luigi Gallo, militare italiano (Roma, n. 1915 - Battaglia di Nibeiwa, † 1940)
- Rubrio Gallo, ufficiale romano
- Sergio Gallo, militare italiano (Mondragone, n. 1964)

## Nuotatori(1)
- Mauro Gallo, ex nuotatore italiano (Mirano, n. 1979)

## Pallanuotisti(1)
- Valentino Gallo, pallanuotista italiano (Siracusa, n. 1985)

## Partigiani(2)
- Sandro Gallo, partigiano italiano (Venezia, n. 1914 - Lozzo di Cadore, † 1944)
- Ettore Gallo, partigiano e giurista italiano (Napoli, n. 1914 - Roma, † 2001)

## Poeti(1)
- Gaio Cornelio Gallo, poeta e politico romano (n. 69 a.C. - † 26 a.C.)

## Politiche(1)
- Elisabetta Gallo, politica italiana (Asti, n. 1921 - † 2014)

## Politici(10)
- Concetto Gallo, politico italiano (Catania, n. 1913 - Palermo, † 1980)
- Cosimo Gallo, politico italiano (Martano, n. 1945)
- Dean Gallo, politico statunitense (Hackensack, n. 1935 - Denville, † 1994)
- Domenico Gallo, politico italiano (Avellino, n. 1952)
- Francesco Andrea Gallo, politico italiano (Bari, n. 1925 - Matera, † 2020)
- Francesco Gallo, politico italiano (Messina, n. 1966)
- Giuseppe Gallo, politico italiano (Gioia del Colle, n. 1950)
- Luigi Gallo, politico italiano (Prato, n. 1977)
- Nicolò Gallo, politico italiano (Agrigento, n. 1849 - Roma, † 1907)
- Quinto Ogulnio Gallo, politico romano

## Presbiteri(2)
- Andrea Gallo, presbitero, partigiano e educatore italiano (Genova, n. 1928 - Genova, † 2013)
- Piero Gallo, presbitero e missionario italiano (Cavallermaggiore, n. 1937)

## Produttori cinematografici(1)
- Enzo Gallo, produttore cinematografico italiano (Acri, n. 1947)

## Registi(3)
- Mario Gallo, regista cinematografico italiano (Barletta, n. 1878 - Buenos Aires, † 1945)
- Stefano Maria Gallo, regista e autore televisivo italiano (Roma, n. 1967)
- Steve Morelli, regista italiano (Taranto, n. 1949)

## Rugbisti a 15(1)
- Thomas Gallo, rugbista a 15 argentino (San Miguel de Tucumán, n. 1999)

## Schermidori(1)
- Michele Gallo, schermidore italiano (Salerno, n. 2001)

## Scrittori(2)
- Domenico Gallo, scrittore e traduttore italiano (Genova, n. 1959)
- Paolo Barbaro, scrittore e ingegnere italiano (Mestrino, n. 1922 - Venezia, † 2014)

## Scultori(1)
- Oscar Gallo, scultore, pittore e incisore italiano (Venezia, n. 1909 - Firenze, † 1994)

## Senatori(1)
- Gaio Asinio Gallo, senatore romano († 33)

## Storici(1)
- Caio Domenico Gallo, storico e letterato italiano (Messina, n. 1697 - Messina, † 1780)

## Vescovi cattolici(2)
- Fabrizio Gallo, vescovo cattolico italiano (Nola, † 1614)
- Francesco Gallo, vescovo cattolico italiano (Torre Annunziata, n. 1810 - † 1896)

## Senza attività specificata(2)
- Lucio Anicio Gallo, romano
- Vincino, vignettista e giornalista italiano (Palermo, n. 1946 - Roma, † 2018)